# ويليام روبرت بروكس
ويليام روبرت بروكس (بالإنجليزية: William Robert Brooks)‏ هو عالم فلك أمريكي، ولد في 11 يونيو 1844 في ميدستون في المملكة المتحدة، وتوفي في 3 مايو 1921 في جنيف في الولايات المتحدة.